# Географія Полтавської області

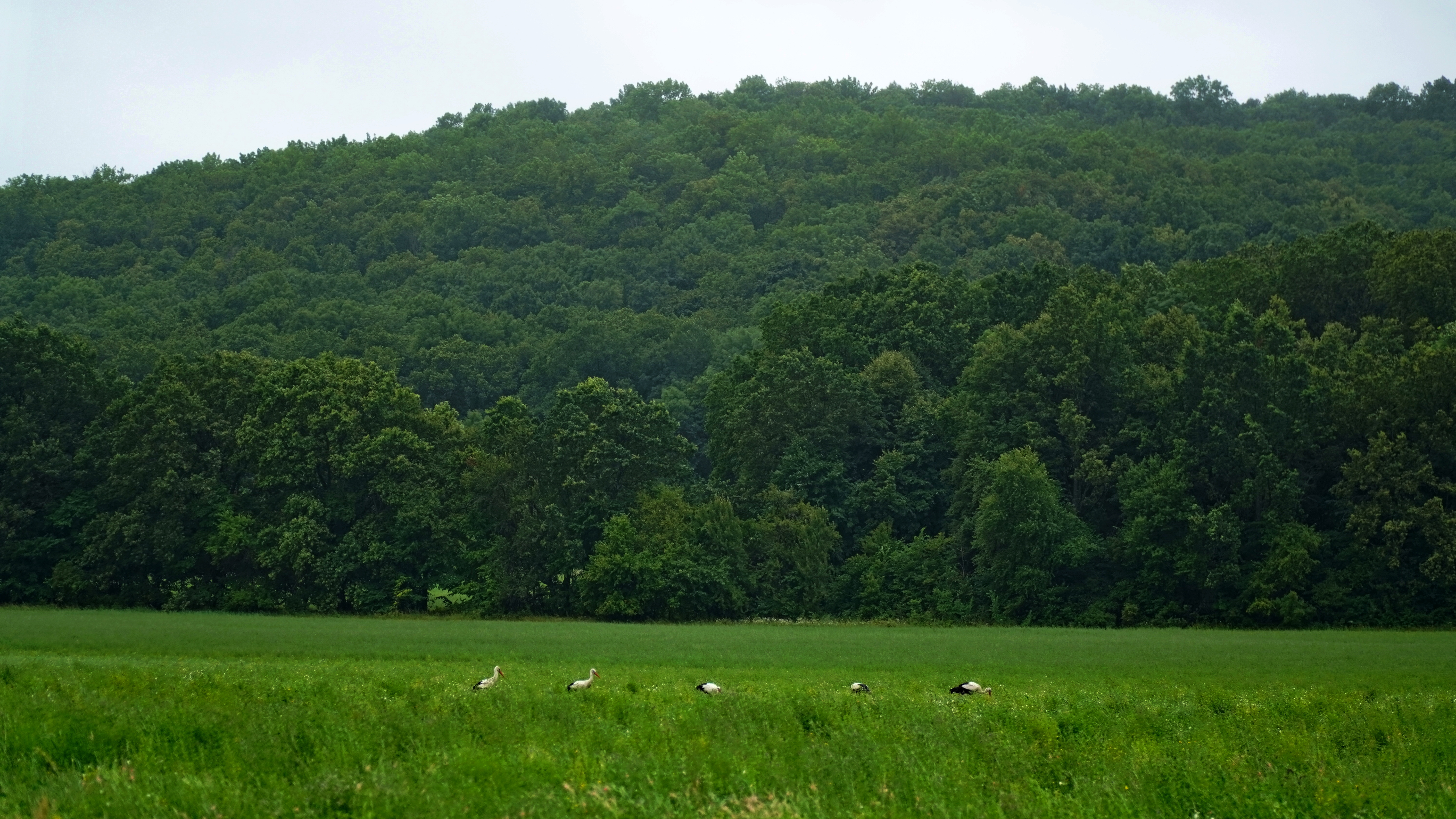
Природа Полтавщини. Барвінкова гора

Географія Полтавської області — частина географії України, що пов'язана із подіями у межах нинішньої Полтавської області.

## Географічне положення

Рельєф області переважно низовинний

Територія Полтавської області розташована в центральній і північно-східній частинах України, майже цілком у межах Придніпровської низовини, на лівобережжі басейну Дніпра. Виняток становить невелика ділянка площею близько 150 км² на правобережжі басейну Дніпра, в межах Придніпровської височини. За Понад 92 % площі області знаходиться у межах природної зони лісостепу, і тільки близько 8 % (її крайня південно-східна частина) — у межах степової природної зони Східноєвропейської рівнинної фізико-географічної країни.
Полтавська область має 7 областей-сусідів, що є найбільшою кількістю серед областей України. На півночі Полтавська область межує з  Чернігівською (протяжність меж — 107 км) і Сумською (238 км); на півдні — з Дніпропетровською (173 км) і Кіровоградською (149 км); на сході — з Харківською (188 км); на заході — з Київською (19 км) та Черкаською (225 км) областями України.
Загальна протяжність меж Полтавської області становить близько 1100 км, з яких 162 км проведені по акваторіях Кременчуцького (98 км) і Кам'янського (64 км) водосховищ. Її сучасні межі встановлені у 1954 році.
Площа Полтавщини — 28,8 тис. км², що становить близько 4,8 % від площі України (7 місце серед її 24 областей, і 8 місце — враховуючи АР Крим). Територію Полтавщини можна порівняти із площею таких європейських країн, як Албанія (28,7 тис. км²) чи Бельгія (30,5 тис. км²). Ненабагато більшими за площею є Вірменія (29,8 тис. км²), Північна Македонія, Молдова, Руанда, Бурунді, Лесото, Екваторіальна Гвінея, Гаїті, Соломонові Острови та ряд інших країн світу. Від площі усієї земної кулі Полтавщина становить 0,006 %; від площі населеного суходолу Землі — 0,02 %; від площі Європи — 0,3 %.
Крайні точки:
- південна — 48°44´36´´ пн. ш, на лівому березі Кам'янського водосховища, в Кобеляцькому районі, за 0,4 км вище старого гирла р. Оріль,
- північна — 50°33´18´´ пн. ш., за 3,3 км на північ від села Білогорілка Лохвицького району,
- західна — 32°05´20´´ сх. д., на лівому березі р. Гнила Оржиця, за 1 км від с. Смотрики Пирятинського району,
- східна — 35°29´33´´ сх. д., за 1,5 км від с. Шевченка Карлівського району.

Різниця в широті між крайніми північною та південною точками Полтавської області становить 1°48´42´´. Розрахункова висота Сонця в ополудні 22 червня на крайній північній точці області становить 62°54´, а на крайній південній — 62°42´; 22 грудня відповідно 16°01´ і 17°49´; у дні рівнодення, 21 березня і 23 вересня — 39°27´ і 41°15´. Ця різниця зумовлює зміни показників сонячної радіації та радіаційного балансу з півночі на південь (які в свою чергу зумовлюють поступові зміни у цьому напрямкові температури повітря, рослинності, ґрунтів тощо). Протяжність області з півночі на південь, по прямій лінії між її крайніми північною і південною точками, становить 213,5 км.
Протяжність Полтавщини між крайніми західною й східною точками становить 3°24´13´´ д., або 259 км. На крайньому сході області Сонце сходить і заходить майже на 13 хв. 37 сек. раніше, ніж на її крайньому заході (що становить різницю в місцевому часі цих крайніх точок Полтавщини). Значна протяжність області із північного заходу на південний схід зумовлює поступове зменшення кількості атмосферних опадів і зростання дефіциту зволоження, що відбивається на якісному складі рослинності та ґрунтів у вказаному напрямкові.
Географічний центр області, установлений за методом визначення пересічення серединних паралелі й меридіану, розташований на березі Псла поблизу сіл Герусівка і Бірки Великобагачанського району (географічні координати: 49°38´57´´ пн. ш., 33°47´26´´ сх. д.). У 2008 році поблизу цієї точки (за ініціативою учня Красногорівської школи Павла Остапенка), був установлений пам'ятний знак. Планується створення тут ландшафтного заказника місцевого значення «Центр Полтавщини».
Найкоротша відстань від рубежів Полтавщини до узбережжя Чорного моря становить 330 км, а до узбережжя Балтійського моря — понад 1000 км. Однак, на клімат Полтавщини найбільше впливає перенесення повітряних мас із північної частини Атлантичного океану.

## Рельєф
Рельєф Полтавської області рівнинний. Територія області розташована на Східноєвропейській рівнині, на її менших складових ― Придніпровській низовині, Полтавській рівнині та Придніпровській височині. Середня висота Полтавщини дорівнює 110 м, найвища точка області 204 м розташована на правому березі Дніпра у складі Придніпровської височини. Більша висока частина області ―  Полтавська рівнина поділена на частини долинами річок Сула, Псел, Ворскла та їх притоками. Вододільні ділянки мають високі показники ерозійних процесів. Розвинуті долини річок у поєднанні з глибокими балками обумовлюють характерні риси долинно-балкового рельєфу області.

## Геологічна будова. Корисні копалини
Геологічна будова території Полтавської області визначається її розташуванням у межах Східноєвропейської платформи.   Основні одиниці є  Дніпровсько-Донецька западина та Український кристалічний щит. Український кристалічний щит  складається з метаморфічних і магматичних порід, які виходять на поверхневість. Дніпровсько-Донецька западина має древній докембрійський фундамент, який в герцинському геотектонічному періоді був занурений та протягом 340 млн. років заповнювалася морськими та континентальними відкладами осадкових гірських порід.  Грабен Дніпровсько-Донецької западини заповнений практично горизонтальними шарами гірських порід девонської, кам'яновугільної, пермської, тріасової, юрської, крейдової, палеогенової, неогенової та четвертинної систем. В центральній частині області товща осадових порід досягає потужність  8-10 км. 
Практично вся поверхні області покрита породами кайнозойської єри:пліоценового та еоценового періодів. Не великі ділянки на північному сході мають поверхню, покриту породами міоценового періоду.  Найдавніші геологічні утворення на території області, гірські породи архейської ери (понад 2600 млн. р.  тому), виходять на поверхню на півдні області,  обабіч Кам'янського водосховища. З протерозойськими утвореннями пов'язані залізорудні родовища в Кременчуцькому та Козельщинському районах, а з відкладами палеозойської ери ( девон, кам'яновугільний, пермський) на Полтавщині пов'язані родовища нафти і газу.  Найдавніші  відклади девонського періоду представлені вапняками, пісковиками, сіллю. Відклади кам'яновугільного періоду  представлені вапняками, сланцями, пісковиками.
На території Полтавської області в наслідок геологічного розвитку сформувалась велика кількість різноманітних корисних копалин.
- Неметалеві: піски, глини, мергелі, крейда, вапняки, гіпс, кам’яна сіль, гранітогнейси;
- Паливні: природний газ, нафта, не велика кількість -  буре й кам’яне вугілля;
- Металеві: магнетит (магнітний залізняк), залiзнi руди.

## Клімат
Клімат Полтавської області має характеристики помірно-континентального типу помірного кліматичного поясу.  Середня температура січня — −3,7 °C, липня — +21,4 °C, кількість опадів становить 480—580 мм/рік, що випадають переважно влітку у вигляді дощів.
Вплив антициклонних повітряних мас зі сходу Євразії найбільше впливає на формування погоди області, приносячи влітку суху та спекотну погоду, а взимку - холодну.  Біля третини днів року над територією області панують вологі повітряні маси із північної та центральної Атлантики.
З атмосферних явищ в області спостерігаються тумани,  грози (до 40 днів у рік), ожеледь (найбільше у східній частині), хуртовини (найбільша кількість на північному сході), рідко бувають град та суховії (південна частина області).
За даними Звіту Світового Банку 2021 року Полтавщина опинилася у п'ятірці областей, які мають найбільший вплив зміни клімату на сільське господарство та економічну нерівність.

## Води
Докладніше: Води Полтавської області, Річки Полтавської області, Водосховища Полтавської області, Стави Полтавської області

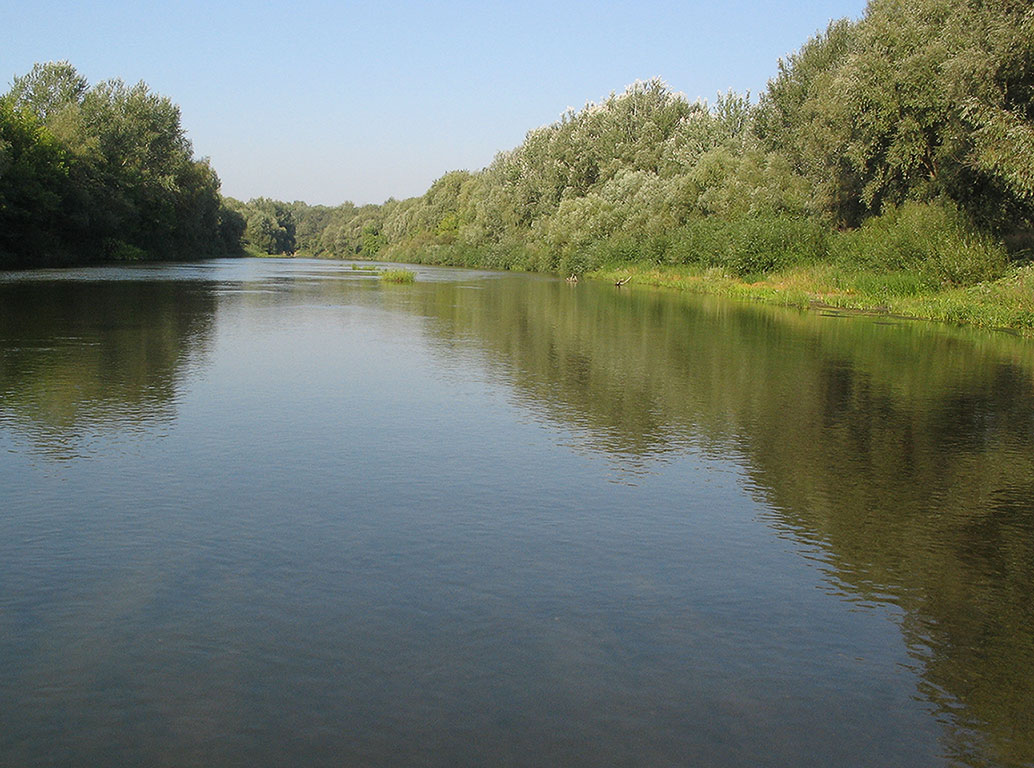
Псел біля села Говтва

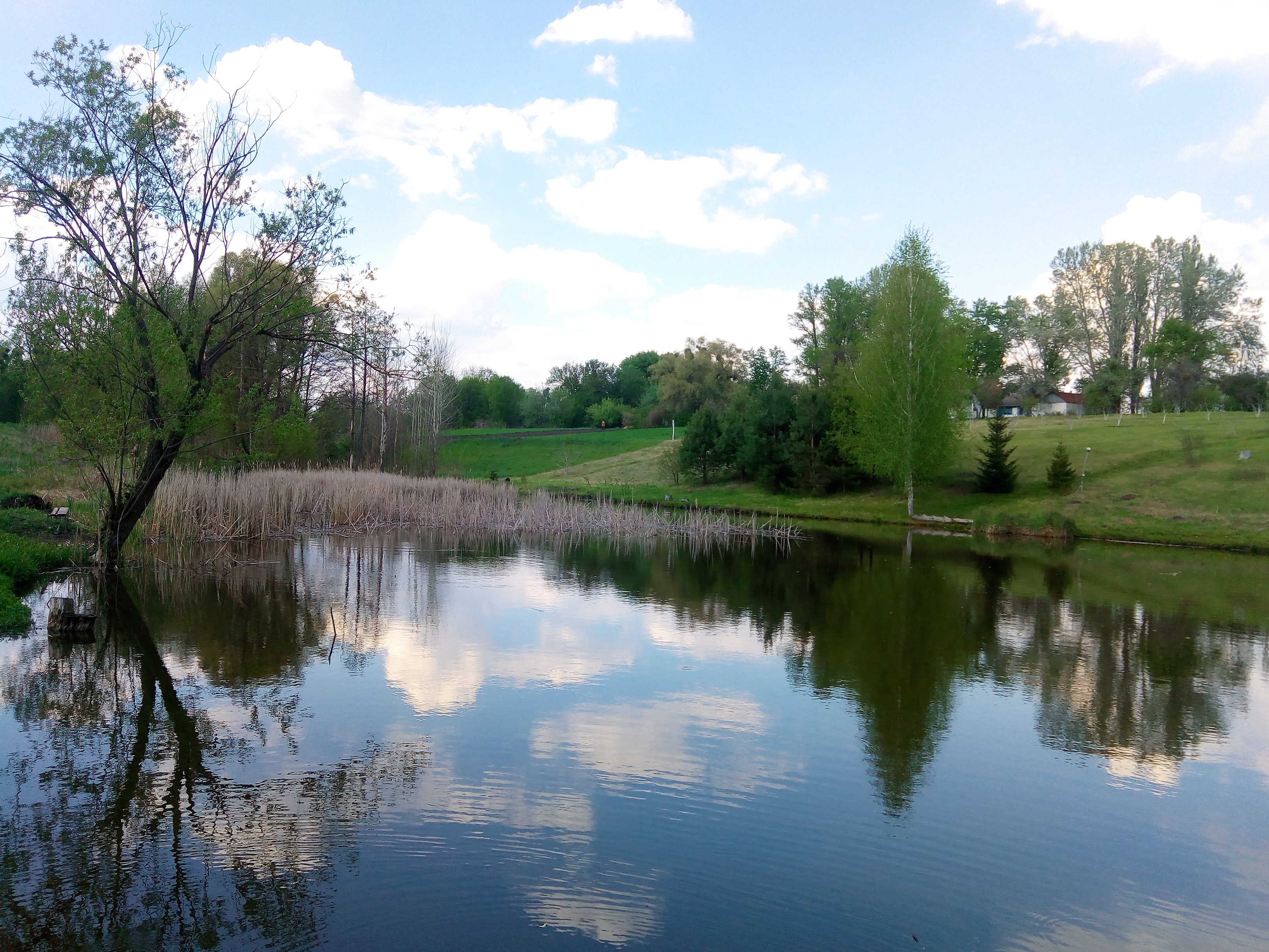
Ставок у с.Григорівщина

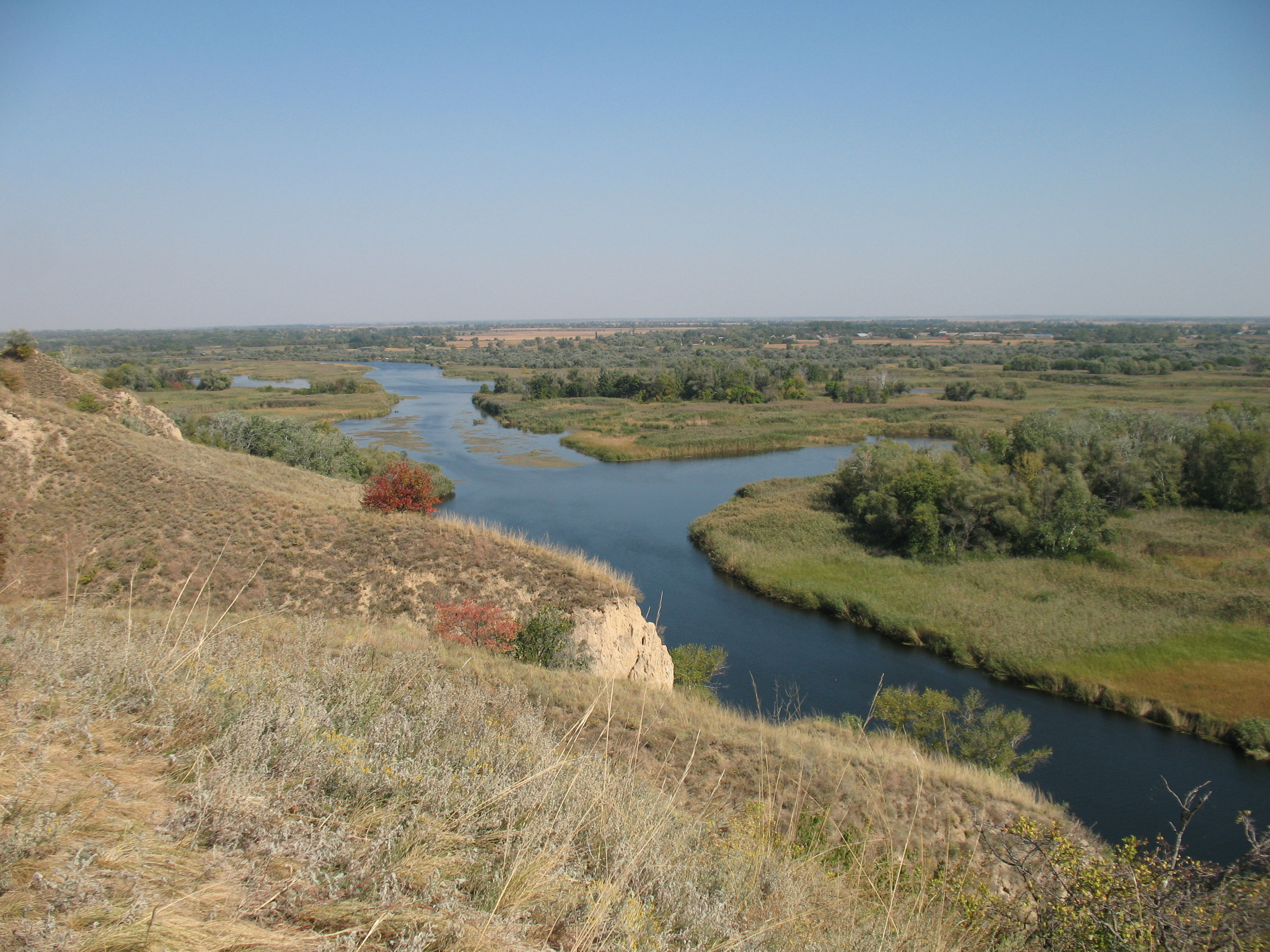
Річка Ворскла

Загальна площа земель, покритих водою становить 1488 км², або 5,18 % від усієї території області. У тому числі: під штучними водоймами — 1313 км², річками й струмками — близько 103 км², озерами — 51,4 км².
Місцеві водні ресурси річок Полтавської області становлять: у середній за водністю рік 1940 млн м³, у маловодний рік 75 % забезпеченості — 1310 млн м³, у дуже маловодний рік 95 % забезпеченості — 760 млн м³. У середній за водністю рік з 1 км² поверхні області збирається 82 тис. м³ водного стоку (в Україні — 83 тис. м³; у світі — 268 тис. м³). За об'ємом місцевого стоку Полтавщина займає 12 місце в Україні. Але найбільше значення для забезпечення господарства області водою має транзитний стік Дніпра. Тому сумарний стік (транзитний + місцевий) на території області становить 51,5 км³ на рік. За цим показником Полтавщина займає 4 місце серед областей України.
На території Полтавської області налічується 146 річок (водотоків довжиною понад 10 км) загальною довжиною 5100 км. Серед них дві великі (понад 500 км) — Дніпро і Псел; дев'ять середніх (довжиною 101…500 км) — Ворскла, Сула, Оріль, Удай, Хорол, Оржиця, Мерла, Орчик, Коломак; 135 малих річок (100 км і менше). Є також приблизно 1600 струмків.
Річкова система у сучасному вигляді сформувалася в кінці льодовикової епохи. Нахил поверхні області зумовлює переважний напрям річкової сітки: майже всі річки течуть з півночі на південь або з північного сходу на південний захід і є лівими притоками Дніпра.
На території області переважають невеликі озера з площею водного дзеркала від 0,1 до 5 кв.км. Найбільше їх в Оржицькому — 57 озер (загальною площею 252 га) та в Семенівському районах — 32 озера (площею 246 га). Найбільшим заплавним озером є Малий Лиман (на р. Сула) з площею водного дзеркала 4,6 кв.км.
За походженням озера області належать до таких типів:
- заплавні;
- плеса пересихаючих річок (поширені в басейні Суди та Хорола).

Для того, щоб запобігти втратам води під час весняної повені стік майже всіх річок області зарегульовано. Побудовано 90 водорегулюючих споруд, в тому числі 69 водосховищ із загальною площею водного дзеркала 6470 га. Обсяг зарегульованої води в них становить 149,9 млн м³ (корисний об'єм водосховищ 113 млн м³). Найбільшими в області є водосховища, що утворилися після спорудження Кременчуцької (1952 р.) та Середньодніпровської (1964 р.) ГЕС у долині Дніпра.
Підземні води Полтавською області залягають у вигляді кількох водоносних горизонтів четвертинного, нижньокрейдового та юрського періодів. Основними водоносними горизонтами є (алювіальний) Полтавський, Харківський, Бучакський, Сінеманський, Юрський.  Найпоширенішим є Бучакський водоносний горизонт, який залягає на відносно невеликих глибинах (50 - 110 м) і по всій території області. 
Полтавщина має родовища мінеральних і столових підземних вод. В Миргороді  відкрито з  1917 року бальнеогрязевий курорт для лікування  хвороб з порушення обміну речовин та захворювання органів травлення.

## Рослинність

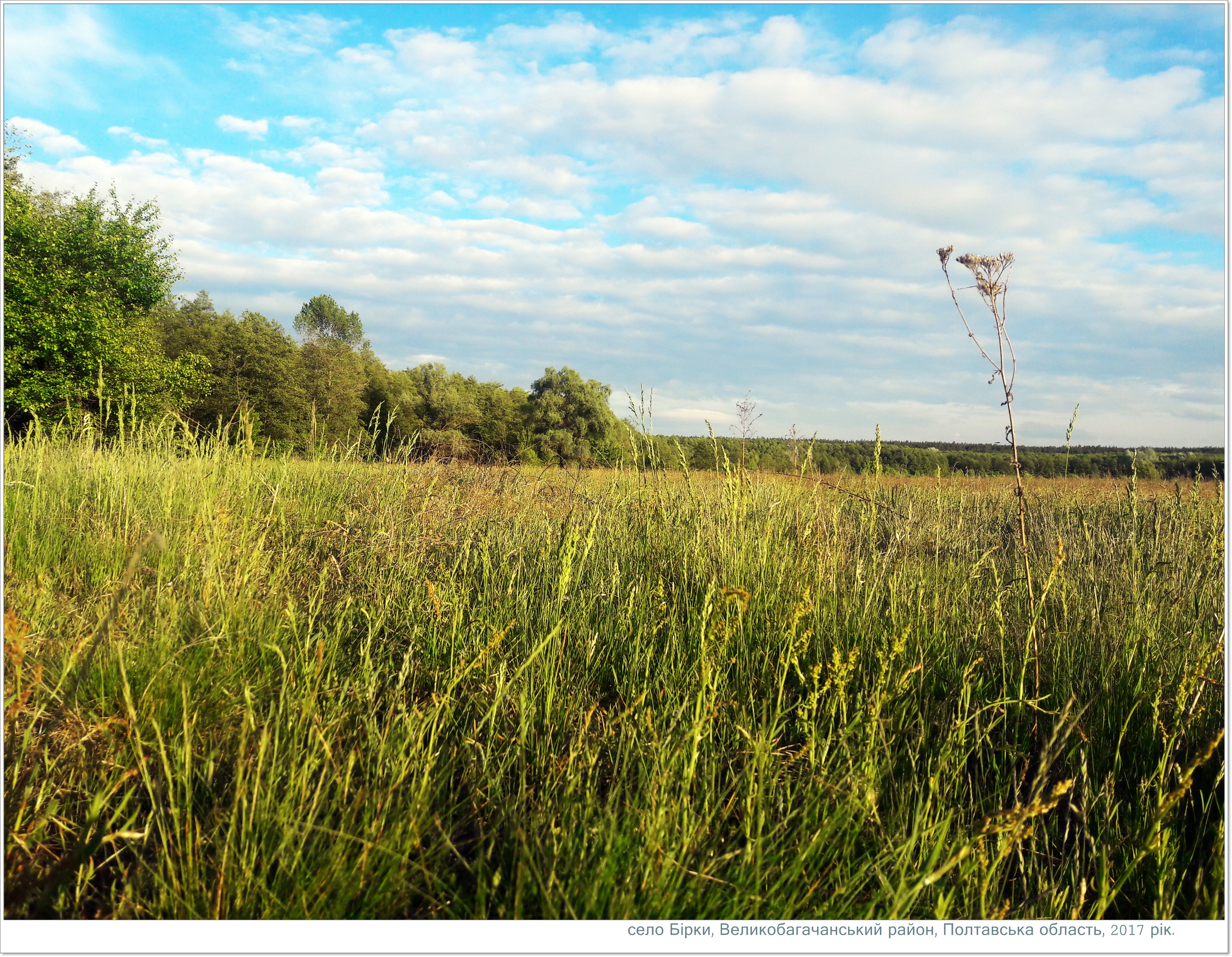
Лукова рослинність Полтавщини

Флора Полтавської області нараховує близько 2 тисяч видів різних систематичних груп рослин. Серед видів місцевої флори близько 1500 видів рослин з відділу покритонасінних, 3 види голонасінних, 16 видів папоротеподібних, 9 видів хвощів, 3 види плаунів, а також по 160 видів мохів і лишайників.
Основними природними рослинними угрупованнями на території Полтавщини є ліси, луки і болота, степи, а також водна рослинність. Сучасний рослинний покрив області значно відрізняється від природного і є наслідком інтенсивної господарської діяльності: ліси на значних площах були вирубані, степи майже повсюди розорані. Цим обумовлені зміни видового складу та поширення рослин і тварин. Домінуючими стали угрупування агрокультурної рослинності та польових бур'янів, рудеральної рослинності, штучних деревних насаджень.
Полтавщина належить до малолісних і лісо-дефіцитних областей України. Лісистість її території разом з чагарниками і лісосмугами на початку XXI століття становить 9,55 % (274,6 тис. га). Середня лісистість України становить понад 15 %; світу — 29 %. На території області основними типами лісів є широколистяні дубові (діброви) і хвойні соснові (бори).
Степи ще у XVIII столітті були домінуючим типом рослинності на території сучасної Полтавщини. Найпоширенішими були лучні степи з переважанням кореневищних злаків та різнотрав'я, характерні для лісостепової зони. Лише на південному сході Полтавщини, в умовах більш посушливого клімату, сформувались справжні, різнотравно-типчаково-ковилові степи. Степова рослинність була пристосована до дефіциту зволоження і надмірного вмісту легкорозчинних солей у ґрунтах (переважно карбонатів, у південній частині області — сульфатів і хлоридів). Для неї був характерний великий щорічній приріст рослинної маси, розвинена дернина, степова повстина із відмерлих стебел і листя.
Від степів збереглись лише невеликі ділянки, в основному на прирічкових схилах і крутосхилах окремих балок. Значна частина таких степових ділянок є вторинними, післялісовими. Вони страждають від інтенсивного випасу домашніх тварин і випалів сухої рослинності.
Прибережно-водна і водна рослинність складається як із водоростей, так і з вищих водних рослин. У залежності від глибини, вони утворюють прибережно-водні (очерет, рогіз, лепешняк, стрілолист тощо) та водні угрупування.

## Тваринний світ
Чисельний і різноманітний тваринний світ Полтавської області. Зустрічаються понад 400 видів хребетних тварин. Серед них близько 40-50 видів риб, 10 видів амфібій, 11 видів плазунів, понад 300 видів птахів (включаючи 150 видів, що гніздяться на території області, а також перелітних і зимуючих), 66 видів ссавців.
За останні століття у фауні Полтавщини відбулися значні зміни. Характерні зональні види тварин зникли (бабак степовий, полівка степова, канюк степовий, кречітка, стрепет, тетерук та інші). Окремі види успішно акліматизовано (олень благородний, лань, єнот уссурійський, білий амур, ондатра, товстолоб білий), чи реакліматизовано (бобер європейський, лось, свиня дика, бабак степовий).
Більшість акліматизованих чи реакліматизованих видів мають важливе значення як ресурси мисливської фауни. За мисливськими господарствами області закріплено 82 % її території. Площа мисливських угідь становить 1906 тис. га.
17 видів тварин, які трапляються на території області, занесені до Червоного Європейського списку (наприклад, видра річкова, орлан-білохвіст, орел-могильник, деркач, вовк), 103 види — до «Червоної книги України». До останніх належать, зокрема, такі види
- ссавців (вечірниця велетенська та мала, рясоніжка мала, нічниця ставкова, перегузня звичайна, тхір степовий, борсук, горностай, тушкан великий («земляний заєць»))
- птахів (балабан, дрохва, журавель сірий, змієїд, лелека чорний, орел-могильник, орел-карлик, орлан-білохвіст, пугач, скопа, кулик-ходуличник, кулик-сорока, шуліка рудий, чапля жовта)
- плазунів (гадюка степова, мідянка)
- понад 30 видів комах (сатурнії, парусники, ведмедиці, бражники, жук-олень тощо).

### У лісовій місцевості
Тваринний світ тісно пов'язаний із певними угрупованнями рослинності.
У лісах, особливо в заплавних, де багато озер і стариць, різноманітний тваринний світ. Із видів амфібій тут зустрічаються трав'яна і гостроморда жаби, сіра і зелена ропухи, деревна жаба (раканя). Із видів рептилій у заплавних лісах трапляються вуж, болотяна черепаха, живородна ящірка, на сухих галявинах — прудка і зелена ящірки.
У дібровах поширені види дрібних птахів: зяблик, лісовий і співочий дрозди, соловей, вільшанка; на узліссі, лісових галявинах — вівсянка звичайна. Із числа дуплогніздників найпоширеніші великий строкатий і середній строкатий дятли, повзик, декілька видів синиць, шпак. Тісно пов'язані з лісовими угрупованнями і хижі птахи: шуліка, канюк малий, яструб. У дуплах старих дерев гніздяться сіра і вухата сови. На старих ділянках заплавних лісів влаштовують колонії чаплі сірі.
Із видів ссавців в широколистяних лісах поширені гризуни (нориця руда («полівка лісова»), вивірка лісова), комахоїдні (мідиця, їжак білочеревий, кріт європейський, борсук, куна лісова), хижаки (вовк, лисиця руда, єнот уссурійський), парнопалі (лось, сарна, свиня дика).

### Степові мешканці
Окремі мешканці колишніх степових просторів пристосувалися до проживання на полях, які колись були неораним степом. Це різні види гризунів (миші, ховрахи, хом'яки), жайворонків (польовий, степовий, чубатий), сіра куріпка, перепел. Звичайними мешканцями є заєць і лисиця. На степових схилах південних районів області зрідка зустрічаються тхір степовий та гадюка степова.
Лучна фауна досить різноманітна. Із видів амфібій тут найчастіше зустрічаються трав'яна та гостроморда жаби, із рептилій — вуж звичайний, черепаха болотяна, прудка та живородна ящірки. На луках під ранньої весни до пізньої осені годується багато видів птахів, які гніздяться в інших місцях: шпаки, граки, лелеки, чаплі. Серед заростей лучних чагарників оселюються полівка лучна, мишак жовтогорлий та мишка лучна. У центральних та північних районах області на вологих луках зустрічаються поселення крота. Із мисливських звірів на луках можна зустріти лисицю, єнота, зайця, часто сюди виходять пастися лосі й сарни.

### Водно-болотна фауна
Тваринний світ водно-болотних рослинних угруповань є досить специфічним. По берегах усіх водоймищ численна озерна жаба, звичайний та водяний вуж. Найбагатшою тут є фауна птахів. По берегах водойм у заростях очерету гніздиться очеретянка велика. На мілководдях боліт і озер будують гнізда білокрилий і чорний крячки. Серед очеретяних та комишевих боліт гніздяться качки, лиска, водяна курочка. На великих низинних болотах лаштують свої колонії руді чаплі, на деревах заплавних лісів — сірі чаплі. У глухих болотах виводять потомство журавлі й сірі гуси. Мешканцем боліт є лунь очеретяний. Біля водойм тримаються синьошийка, берегова ластівка, бджолоїдка звичайна, біла плиска.
У берегових схилах заплавних озер, стариць і річкових заток риють нори ондатра і щур водяний. Мешканцями узбережжя є також незчисленні на Полтавщині норка й видра, звичайний горностай. Нерідкими стали в останні роки і поселення бобрів.

## Дивись також
- Історія географічних досліджень Полтавської області